# Strání
Strání är en ort i Tjeckien.   Den ligger i distriktet Okres Uherské Hradiště och regionen Zlín, i den östra delen av landet, 270 km sydost om huvudstaden Prag. Strání ligger 387 meter över havet och antalet invånare är 3 803.
Terrängen runt Strání är lite kuperad. Runt Strání är det ganska tätbefolkat, med 60 invånare per kvadratkilometer. Närmaste större samhälle är Uherský Brod, 14,3 km norr om Strání. I omgivningarna runt Strání växer i huvudsak blandskog.